# День и Ночь (мультфильм)
День и Ночь (англ. Day & Night) — американский короткометражный мультфильм студии Pixar 2010 года, демонстрирующийся перед показом полнометражного мультфильма «История игрушек: Большой побег». Режиссёр — Тедди Ньютон. Был номинирован на премию «Оскар» как лучший короткометражный анимационный фильм, но награду забрал мультфильм «Потерянная вещь».
В отличие от предыдущих короткометражек Pixar, анимация сочетает в себе 2D- и 3D-элементы. Художник-постановщик мультфильма «Вверх» Дон Шанк считает, что он «не похож ни на что, что производила Pixar ранее». Это второй фильм Pixar, в котором используется 2D-графика (первым был «Твой друг — крыса»).

## Сюжет
Фильм повествует о встрече Дня и Ночи. Поначалу оба относятся друг к другу с недоверием, однако позднее замечают положительные качества и становятся друзьями.

## Звуковая дорожка
Кроме звуков окружающей среды (природы, пролетающих самолётов и т. п.), единственными словами, произнесёнными в мультфильме, являются отрывки из радиовыступления.
Радиотрансляция в мультфильме взята из лекции доктора Вайна Дайера, мотивационного оратора. Режиссёр Тедди Ньютон вспомнил, как он в молодости слушал его записи, и решил вставить отрывок в свой фильм. Позже запись была заменена на музыку, исполняемую на скрипке.
В России мультфильм озвучил Станислав Концевич. В украинском переводе фильм озвучил известный политик Арсений Яценюк.

## Русская версия
Фильм дублирован на студии «Невафильм» по заказу «Disney Character Voices International» в 2010 году.
- Режиссёр дубляжа — Игорь Ефимов-младший
- Переводчик — Ольга Воейкова
- Автор синхронного текста — Елена Ставрогина
- Студия сведения — Shepperton International
- Творческие консультанты — Юлия Баранчук, Сергей Пасов